# Marčana
Marčana (Italiaans: Marzana) is een gemeente in de Kroatische provincie Istrië.
Marčana telt 3903 inwoners. De oppervlakte bedraagt 134 km², de bevolkingsdichtheid is 29,1 inwoners per km².
Het dorp ligt aan de zuidoostelijke kust van het schiereiland Istrië, op 14 km afstand van de stad Pula. Het toerisme vormt een belangrijke bron van inkomsten.
Steden (gradovi): Pazin · Buje · Buzet · Labin · Novigrad · Poreč · Pula · Rovinj · Umag · Vodnjan

Gemeenten (općine): Bale · Barban · Brtonigla · Cerovlje · Fažana · Funtana · Gračišće · Grožnjan · Kanfanar · Karojba · Kaštelir-Labinci · Kršan · Lanišće · Ližnjan · Lupoglav · Marčana · Medulin · Motovun · Oprtalj · Pićan · Raša · Sveti Lovreč · Sveta Nedelja · Sveti Petar u Šumi · Svetvinčenat · Tar-Vabriga · Tinjan · Višnjan · Vižinada · Vrsar · Žminj